# حیوان (فیلم ۱۳۹۶)
فیلم کوتاه حیوان به نویسندگی و کارگردانی بهمن و بهرام ارک در سال ۱۳۹۶ ساخته شد و جوایز مختلفی را از جشنواره‌های مختلف کسب کرد.

## داستان
مردی که می‌خواهد از مرز بگذرد، خود را به شکل قوچ درمی‌آورد.

## جوایز
این فیلم کوتاه علاوه بر جایزه دوم بخش سینه فونداسیون هفتادمین جشنواره فیلم کن، سیمرغ بلورین بهترین فیلم کوتاه سی و ششمین جشنواره فیلم فجر، جایزه بهترین فیلم، کارگردانی و بهترین فیلم از نگاه تماشاگران جشنواره فیلم کوتاه تهران، جایزه بهترین فیلم، کارگردانی و فیلم‌نامه جشن مستقل فیلم کوتاه را نیز کسب کرده‌است.